# 朱良玉
朱良玉（1972年12月18日—），男，山东巨野人，中华人民共和国北京市保安服务总公司海淀分公司副经理，中国共产党党员，第十二届全国人民代表大会北京地区代表。

## 生平
朱良玉出身农家，家境贫困，20岁时赴北京打工担任保安。来北京打工时，朱良玉只有高中学历。担任保安期间，他自学专科，考取本科学历，后又在北京市委党校行政法专业取得研究生学历。后晋升为北京市保安服务总公司海淀分公司副经理。
2013年，被选为全国人大代表。